# Lake George (New South Wales)
Lake George ist ein See im südöstlichen Teil von New South Wales, im Nordwesten der LGA Palerang Council und 29 Kilometer nordöstlich von Canberra in Australien. Der See liegt auf einer Höhe von 661 Metern. Der im Normalfall etwa 15.000 Hektar große See ist relativ seicht, weshalb die Fläche je nach der Jahreszeit regelmäßig stark schwankt. Strömungen und Strudel haben bereits mehrfach tödliche Unfälle verursacht.
Als einer von nur zwei Süßwasserseen in den höher gelegenen Regionen von New South Wales ist er ein wichtiger Rastplatz für Vögel in Trockenzeiten. Er dient 201 Vogel-, 31 Säugetier-, 29 Reptilien- und 12 Amphibienarten als Lebensraum.
Bekannt ist auch eine Fata Morgana (Luftspiegelung), die den See voll erscheinen lässt, wenn er leer ist. Seit 1820 ist er zwar einige Male komplett ausgetrocknet, meistens jedoch enthielt er Wasser. Er wurde von britischen Siedlern nach dem britischen König Georg III. benannt, hieß in der Sprache der Einheimischen jedoch Werriwa.